# Sheldonella minutalis
Sheldonella minutalis is een tweekleppigensoort uit de familie van de Noetiidae. De wetenschappelijke naam van de soort is voor het eerst geldig gepubliceerd in 1993 door Oliver & Cosel.